# Zwergschmerle
Die Zwergschmerle (Ambastaia sidthimunki, Syn.: Botia sidthimunki, Yasuhikotakia sidthimunki), auch Schachbrettschmerle genannt, ist eine von zwei bekannten Arten der Gattung Ambastaia.

## Merkmale
Ambastaia sidthimunki ist eine sehr kleine Art aus der Familie der Prachtschmerlen (Botiidae), die eine Länge von bis zu 5,5 cm erreichen kann. Auffälligstes Merkmal ist die kontrastreiche Zeichnung aus schwarzen Längsstreifen am Rücken und an den Flanken, die über ebenfalls schwarze Querbänder, die bis über die Längsstreifen der Flanken hinausreichen können, auf einem gelblich-weißen Hintergrund zu einem schachbrettähnlichen Muster verbunden sind. Der schwarze Rückenstreifen ist bei der Zwergschmerle häufig durch eine weißliche Fläche oder eine Serie von weißen Flecken längsgeteilt und die Streifen an den Flanken können zu einer Serie von dunklen, lose miteinander verbundenen Flecken aufgelöst sein.

## Verbreitung, Habitat und Lebensweise
Die Zwergschmerle war ursprünglich in einem weiten Gebiet im Einzugsbereich des Mae Nam Chao Phraya („Chao-Phraya-Fluss“) und des Mae Nam Mae Klong („Mae-Klong-Fluss“) in Thailand sowie möglicherweise auch des Mekong im Grenzgebiet zu Laos. Gesicherte natürliche Verbreitungsgebiete beschränken sich heute (Stand 2011) auf die Zuflüsse des Mae-Klong in der Provinz Kanchanaburi.
Die Fische bevorzugen Fließgewässer der bewaldeten Flachländer und Mittelgebirgsregionen mit mäßig starker Fließgeschwindigkeit und sandigem bis felsigem Untergrund.
Über die Lebensweise der Fische in ihrer natürlichen Umgebung ist nur sehr wenig bekannt. Sie ernähren sich carnivor von Insektenlarven und benthonischer Mikrofauna.

## Systematik
Die Art war 1959 durch Wolfgang Klausewitz unter der Bezeichnung Botia sidthimunki erstmals wissenschaftlich beschrieben worden. 2002 wurde sie von Teodor T. Nalbant gemeinsam mit der nahe verwandten Art Botia nigrolineata in die Gattung Yasuhikotakia überführt. Molekulargenetische Untersuchungen zeigten einige Jahre später jedoch, dass beide Arten näher mit der Gattung Sinibotia verwandt sind, als mit anderen Vertretern der Gattung Yasuhikotakia. Da auch in Bezug auf die Körperzeichnung signifikante Unterschiede zur Gattung Yasuhikotakia bestehen, stellte Maurice Kottelat 2012 beide Arten in eine neue Gattung Ambastaia.

## Gefährdung
Die IUCN führt die Art in ihrer Roter Liste noch unter der Bezeichnung Yasuhikotakia sidthimunki und wertet sie seit 2011 als stark gefährdet („Endangered“). In einer älteren Bewertung von 1996 war sie noch als vom Aussterben bedroht („Critically Endangered“) eingestuft worden. Als wesentlicher Gefährdungsfaktor wurde in der Vergangenheit neben Habitatsverlust durch Umweltverschmutzung und Dammbau vor allem die Überfischung für den internationalen Aquaristik-Handel angeführt.
In Thailand ist die Zwergschmerle geschützt. Seit einigen Jahren laufen in diesem Land unter dem „Rehabilitation of Thai Local Fishes and Aquatic Animals Project“ auch staatliche Zuchtprogramme für den Besatz in den angestammten Gewässern. Die jährliche Zuchtrate wurde 2005 mit etwa 10.000 Individuen beziffert. Zwischen 2003 und 2005 wurden im Einzugsgebiet des Nan-Flusses etwa 5.000 Setzlinge ausgewildert.

## Aquaristik
Die Zwergschmerle ist ein beliebter Aquarienfisch, der häufig zur Reduktion eines starken Schneckenbestandes eingesetzt wird. Die Fische sind sehr agil und bewegen sich in allen Wasserschichten. Sie können in Gefangenschaft ein Alter von über 10 Jahren erreichen. Die Art ist bei Wassertemperaturen von 26–30 °C am aktivsten. Die Fische leben in Schwärmen und bevorzugen die Gesellschaft von Artgenossen. Wie alle Schmerlen wühlen sie gerne im Untergrund, der deshalb aus nicht zu scharfkantiger Körnung bestehen sollte.